# 메질라보르체

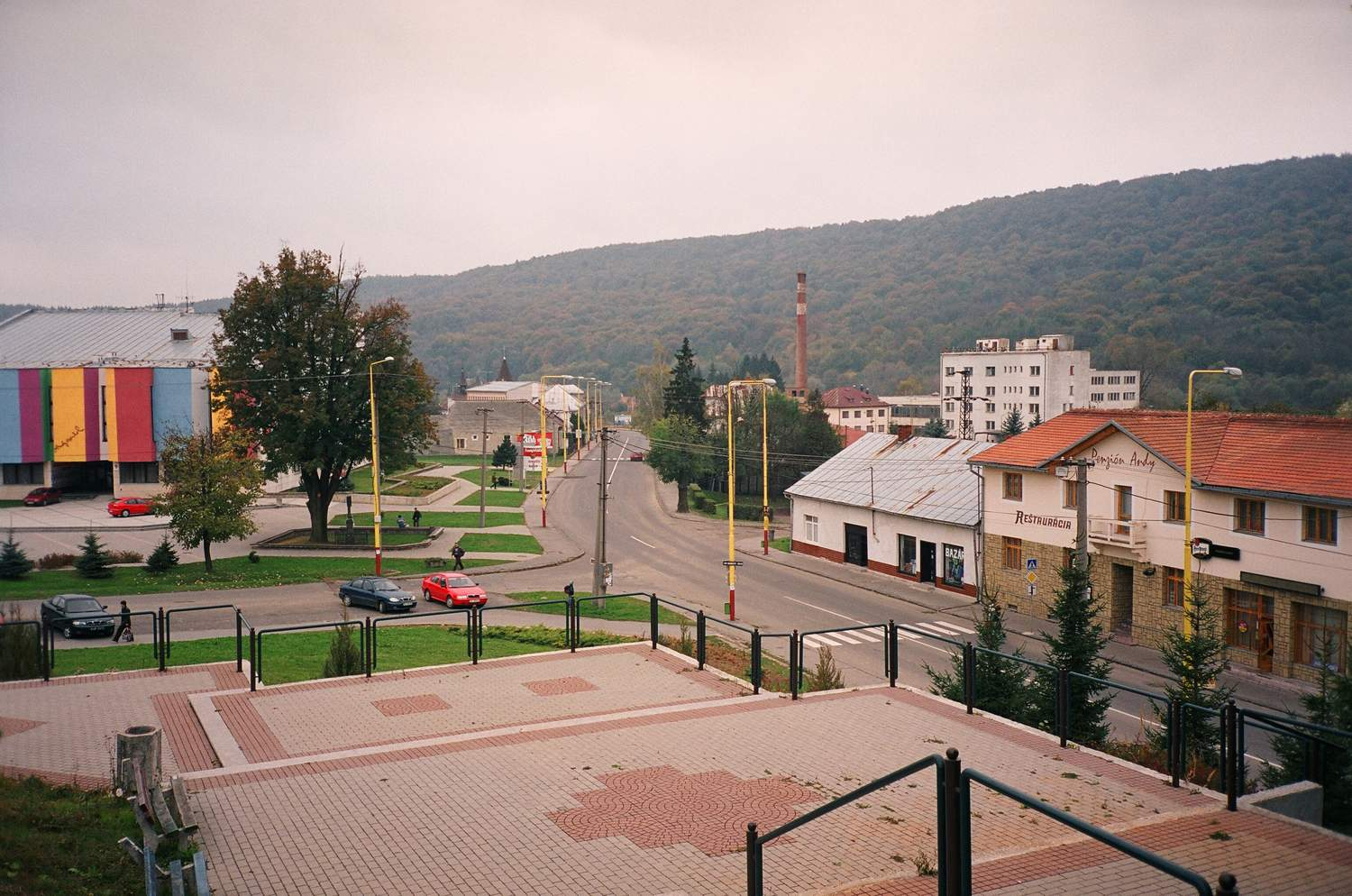
메질라보르체

메질라보르체(슬로바키아어: Medzilaborce, 우크라이나어: Міжлабірці 미즐라비르치[*], 루신어: Меджілабірці)는 슬로바키아 북동부 프레쇼우주에 위치한 도시로 면적은 47.449 km2, 높이는 326 m, 인구는 6,616명(2005년 기준), 인구 밀도는 139명/km2이다.
라보레츠강 유역과 접하며 폴란드 국경과 가까운 편이다. 남쪽으로는 후멘네, 북쪽으로는 폴란드를 연결하는 철도 노선이 지나간다. 1543년 문헌에 처음 등장했으며 17세기 초반에 슬로바키아와 폴란드를 횡단하는 무역로가 형성되었다. 1860년에 자치시 지위를 부여받았다. 도시의 경제 활동은 민간 부문, 서비스 산업이 주를 이룬다. 1991년에 개관한 앤디 워홀 현대미술관이 설치되어 있다.

시 문장